# European Smaller Companies Trust
European Smaller Companies Trust plc (ehemals TR European Growth Trust) ist eine britische Investmentgesellschaft mit Sitz in London. Das Unternehmen investiert überwiegend in kleinere und mittlere Unternehmen, die in Europa (mit Ausnahme des Vereinigten Königreichs) börsennotiert, ansässig oder notiert sind oder dort tätig sind. Das Portfolio umfasst ca. 120 Unternehmen. Die durchschnittliche Marktkapitalisierung der einzelnen Beteiligung beträgt rund 1 Milliarde Pfund, selten über 3 Milliarden Pfund. Etwa 50 % des Portfolios sind in Aktien mit einer Marktkapitalisierung von weniger als 1 Milliarde Euro investiert. Eigentümerin ist die britische Investmentgesellschaft Janus Henderson.
Der wichtigste Sektor sind Industriewerte mit 35 % (Stand März 2025). Danach folgen Technologie (12 %), Verbraucherdienstleistungen (11 %), Finanzwerte, Basiskonsumgüter, Immobilien, Gesundheitswesen, Energie.
Im April 2025 beliefen sich die verwalteten Mittel auf insgesamt 842 Mio. Pfund.
Die Fondsmanager des Trusts sind Ollie Beckett, Rory Stokes und Julia Scheufle.
Das Unternehmen ist an der Londoner Börse gelistet und Teil des FTSE 250 Index.

## Geschichte
Das Unternehmen wurde 1990 von der Investmentgesellschaft Janus Henderson gegründet. Im Oktober 2021 wurde der Name von TR European Growth Trust in European Smaller Companies Trust geändert.